# Шпіцер Василь Іванович

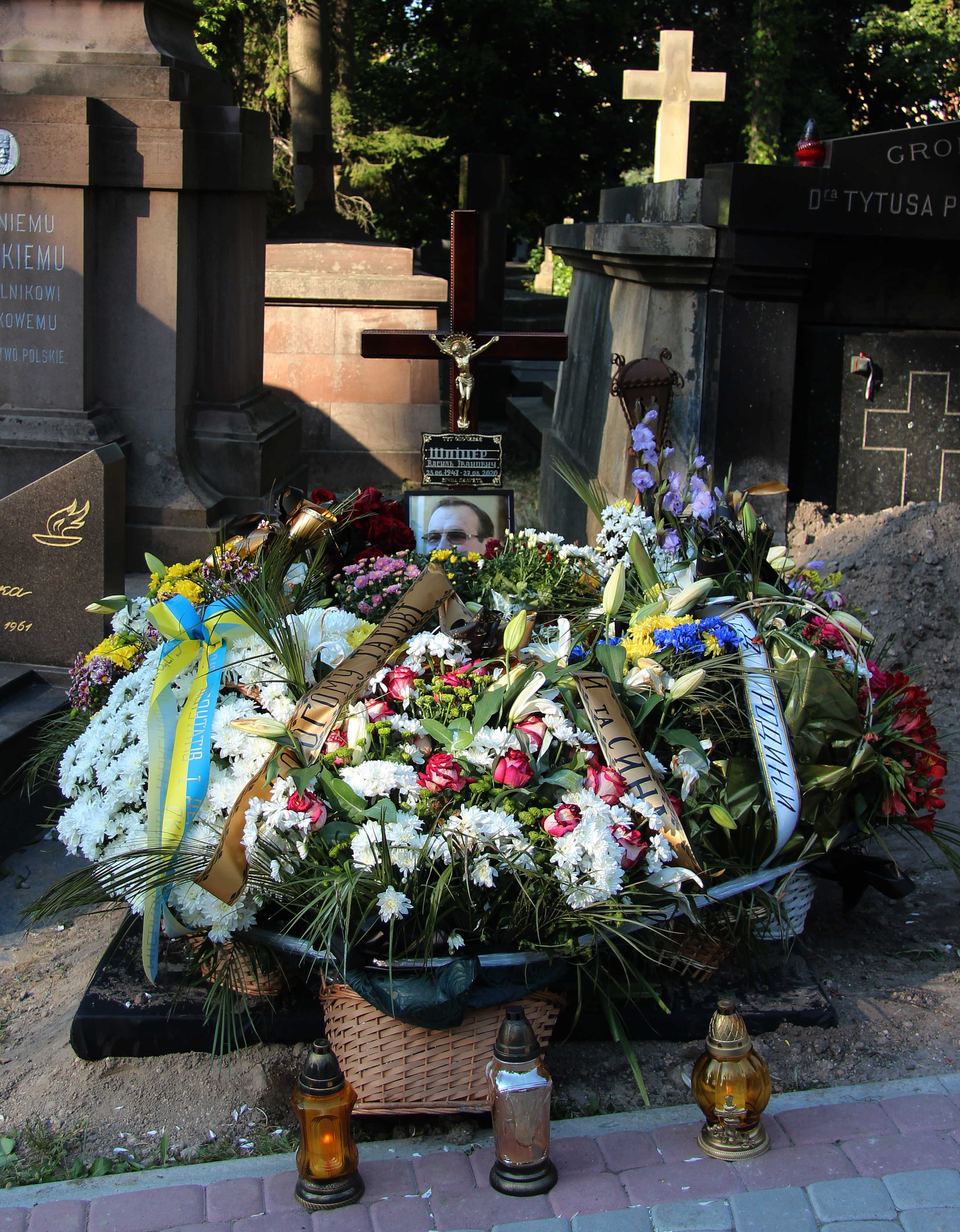
Могила Василя Шпіцера на полі 1б Личаківського цвинтаря відразу після похорону

Васи́ль Іва́нович Шпі́цер (23 червня 1947 — 27 серпня 2020) — український політик та підприємець. Міський голова Львова в 1990–1994 роках. Кандидат технічних наук.

## Життєпис
Народився 23 червня 1947 року в селі Нижня Лукавиця Стрийського району Дрогобицької області (нині Моршинська міська територіальна громада Стрийського району Львівської області). З 1965 року проживав у Львові. Закінчив електрофізичний факультет Львівського політехнічного інституту за спеціальністю «Діелектрики та напівпровідники», інженер електронної техніки. Після навчання в аспірантурі Московського авіаційного інституту захистив кандидатську дисертацію, рішенням Вищої атестаційної комісії при Раді Міністрів СРСР присвоєно вчене звання старшого наукового співробітника за спеціальністю «Електричні та напівпровідникові перетворювачі».
У 1971–1973 роках — майстер, старший майстер виробничого об'єднання «Союзенергоавтоматика» (Львів). У 1973–1990 роках — інженер, старший інженер, провідний інженер, начальник сектора у Львівському науково-дослідному радіотехнічному інституті. Автор та співавтор понад 50 наукових робіт, у тому числі 25 винаходів.
З початком перебудови активно включився в громадську діяльність: був делегатом установчого з'їзду Товариства української мови імені Шевченка в Києві, делегатом установчої конференції Народного Руху України у Львові, членом президії Товариства української мови імені Шевченка, головою Львівської обласної організації «Порозуміння».
У 1990 році обраний депутатом Львівської обласної та Львівської міської рад. У 1990–1994 роках — голова Львівської міської Ради та міськвиконкому. У 1994–1995 роках — начальник управління Львівської обласної державної адміністрації.
З 1996 року — заступник директора Дочірньої фірми «ГАЛЬ-Дженералтранс», Київ.
Був членом громадської організації «Комітет Громадського Контролю ЧЄ-12», яка інформувала суспільство про підготовку до чемпіонату Європи з футболу 2012.
Хобі: історичні дослідження, бадмінтон, преферанс. Вільно володів польською мовою.
Помер 27 серпня 2020 року у віці 73 років у Львові. Був похований 29 серпня на полі 1б Личаківського цвинтаря.

## Нагороди
Указом Президента України № 336/2016 від 19 серпня 2016 року нагороджений ювілейною медаллю «25 років незалежності України».